# 橘美來
橘 美來（たちばな みらい、2000年3月5日 - ）は、日本の女性声優。千葉県出身。ミュージックレイン所属。

## 略歴
高校3年生になり、進路を決める際に声優業を志す。両親と話し合い、声優の専門学校に進むことを決めた。また、大学で学びたいと心から思えることがなく、幼少期から声優に憧れていたという。その後、専門学校にてAO入試で合格し、学校でもやり取りを始めた時、ミュージックレインのオーディションが告知され、受けることを悩むも、友人に背中を押されたことをきっかけに締め切りの最終日に応募した。
高校時代は演劇同好会に入っており、部長を務めていた。きちんとした指導者はいなく、独学に近かったという。また、合唱コンクールで歌をソロパートで歌っており、苦手意識はなかったという。
2017年に開催された第3回ミュージックレインスーパー声優オーディションにて3期生として参加。2018年春より1年半のレッスンを受け、2020年冬にデビュー。2021年1月、『IDOLY PRIDE』の長瀬琴乃役で初のメインキャラクターを演じる。
2025年5月5日、ミュージックレイン3期生の相川奏多、宮沢小春、夏目ここな、日向もかと共に、声優ユニット「DayRe:」としてデビューすることが発表された。

## 人物

### 人物評
- クールで大人っぽい外見とは対照的に、実際は寂しがり屋で人懐っこい性格の持ち主。何事も一人で行うよりも複数人で取り組むことを好み、「1人よりは2人、2人よりは3人、3人よりは5人、人数が多ければ多いほど楽しい」と語るなど、集団での活動に強い親和性を示している[8]。
- ファッションへのこだわりが強く、「足は出ていたほうがかわいい」を信念とし、衣装選択時には積極的にミニスカートを選ぶことで知られる。DayRe:内では「美脚担当」と称され、メンバーからもそのスタイルの良さを羨ましがられている[8]。
- 趣味はゲームとダーツで、これらも複数人で楽しむことを好む。また、アイドルファンとしての一面も持ち、特に「キュルンとした感じ」のアイドルを好むと公言している[8]。

### 音楽活動への思い
ミュージックレインへの所属はスフィアに憧れたことがきっかけで、当初から先輩アーティストのユニット活動に強い憧れを抱いていた。しかし「ユニット活動はしません」と告げられていたため、長年その想いを心に秘めていた。DayRe:結成時のイベントで初めて「この5人でユニット活動するのが夢だった」と公表し、メンバーを驚かせた。
5人での活動に特別な価値を見出しており、「2人とか3人で分かれるのは嫌」と語るほど、現在のメンバー構成への愛着が強い。一人一人のメンバーに支えられていると感じており、5人でいる時の心地良さを特に大切にしている。自身のオタク経験を活かし、ファンとの一体感を重視した楽曲制作を志向。将来的にはスフィアの「Ding! Dong! Ding! Dong!」のような、メンバー5人それぞれの個性を一つの楽曲に詰め込んだ「自己紹介ソング」の制作を目標として掲げている。

### 趣味・特技
趣味として、歌、ダンス、テレビゲーム、ダーツをそれぞれ挙げている。
ダーツは中学生の頃に友人に誘われて趣味を持ったという。テレビゲームは『スプラトゥーン2』と『League of Legends』をそれぞれ挙げている。

### デビューまでの経緯
元々はアニメやゲームに興味があり、声優の物真似をしていたという。特に好きな声優に豊崎愛生を挙げており、豊崎がそれぞれ演じた『けいおん!』の平沢唯や『とある科学の超電磁砲』の初春飾利の芝居をよく真似していたという。また、豊崎のことを調べていくうちに、豊崎がメンバーである声優ユニットスフィアの存在を知り、当時好きだったアニメである『夏色キセキ』のキャラクターをスフィアのメンバーが演じていることも知る。
アニメに興味を持つ前はアイドル一筋であり、小学時代の低学年の頃はモーニング娘。やミニモニ。が好きだったことから自宅でDVDを観たりMDを聴いたりしていたという。

### その他・特記事項
- 麺類が好きで、特にパスタが好き。ステイホームをきっかけに料理を始めた際、パスタをたくさん作っており、100種類作ることを目指していた[11]。2021年2月にはパスタ100種類を達成し、2022年8月時点では175種類ほどに上る[12][13]。
- 学生時代の得意科目は数学、苦手科目は日本史。数学はクラス内で1位を2,3回取ったことがあり、最高点は97点。一方で、日本史は最低で10点であり、教師にも「極端だね」と言われたことがある[14][1]。
- 自身が出演しているゲーム『IDOLY PRIDE』をかなりやり込んでおり、コンテンツの公式生放送内では新規アイドルの性能を独自に分析し解説したり、ゲーム内ランキングで上位に入ったりしている[15][16]。
- 別れの挨拶をするときに「またね」という言葉を使うようにしている。「バイバイ」という言葉はわかりやすい一方で、そこで終わりになってしまうようなニュアンスを感じており、「また会えたら良いな」「次があったら良いな」という思いを込めて「またね」も大切にしているという[17]。
- 柴犬を飼っている。公衆の場ではいぬ蔵という仮名で呼んでおり、正式な名前は明かされていない[18]。家庭内で飼い始めようという話が話が出た際は、犬とコミュニケーションを取ることが難しいのではないかと感じており、反対していた。実際に暮らしてみて、言葉が通じなくてもコミュニケーションが取れることを感じ、言葉だけに頼らないコミュニケーションを取っていくことの大切さを学んだ[19]。
- 中国語を学んでおり、自身のbilibiliチャンネルで中国文化に触れる動画を投稿したり、豊崎のチャンネルとコラボしてゲーム配信をしたりしている。

## 出演
太字はメインキャラクター。

### テレビアニメ
2020年
- 地縛少年花子くん（女子生徒D、女子生徒B、子供C、大人の女、女子生徒A 他）
- へやキャン△（女子中学生）

2021年
- IDOLY PRIDE（長瀬琴乃）

2022年
- 阿波連さんははかれない（男の子）

2023年
- 最強陰陽師の異世界転生記（メイドA）

2024年
- ガールズバンドクライ（女性生徒B）
- 喧嘩独学（女性）
- 魔王様、リトライ!R（オルガン）

### Webアニメ
- くろりんごときいろいそら(声ありver.)（2022年、生徒C[24][25]）
- ドラゴン娘になりたくないっ!（2025年、春咲栄久[26]）

### ゲーム
- IDOLY PRIDE（2021年 - 2023年、長瀬琴乃[27]）
- アカシッククロニクル～黎明の黙示録（2021年、ジミー、マーシャ[28]）
- 魔法使いの夜（2022年）
- サンローラン騎士団（2023年、ヤック[29]）

### 吹き替え
- 卓球少女 -閃光のかなたへ-（2025年、三姉妹〈三女〉[30]）

### ラジオ番組
※はインターネット配信。
- ラジオどっとあい 橘美來のちょっと立ち話しませんか???（2021年、AG-ON Premium※・YouTube※・超!A&G+※）[31]

### インターネット番組
- DayRe:のRe:Re:Re:Re:Re:カーニバル（2021年 - 、ニコニコ生放送・YouTube）[32]

### PV
※はインターネット配信
- 直木賞作家×YOASOBI『はじめての』プロジェクトPV (2022年3月27日-, YouTube※)[33]
- THE TOKYO MATRIX　コンセプト映像 (2023年1月16日, YouTube※)[34]

### ナレーション
- 日本財団 【子ども達の命のために】不登校に寄り添うフリースクールの運営者に１日密着してみた[35]（2022年、YouTube）
- 日本財団 【学校に通わなくても…】不登校の子ども４人を育てる大家族のお母さんに１日密着してみた[36] （2022年、YouTube）

### デジタルコミック
- 三途の川アウトレットパーク（2024年、呼び込みC、少年D[37]）

### その他コンテンツ
- 朗読付き電子書籍レーベル YOMIBITO 『王さまの感心された話』（小川未明）（2022年）[38]
- 朗読付き電子書籍レーベル YOMIBITO 『負傷した線路と月』（小川未明）（2022年）[39]
- 愛天使世紀ウェディングアップル（2025年、朝陽林檎[40]）

## ディスコグラフィ

### キャラクターソング
| 発売日         | 商品名                                                  | 歌 | 楽曲                                                | 備考                                          |
| -------------- | ------------------------------------------------------- | --- | --------------------------------------------------- | --------------------------------------------- |
| 2020年5月10日  | Shine Purity〜輝きの純度〜                              | 星見プロダクション                                                                                       | 「Shine Purity〜輝きの純度〜」                      | 『IDOLY PRIDE』関連曲                         |
| 2021年2月10日  | IDOLY PRIDE                                             | 星見プロダクション                                                                                       | 「IDOLY PRIDE」                                     | テレビアニメ『IDOLY PRIDE』オープニングテーマ |
| 2021年2月10日  | IDOLY PRIDE                                             | 星見プロダクション                                                                                       | 「The Sun, Moon and Stars」                         | テレビアニメ『IDOLY PRIDE』エンディングテーマ |
| 2021年2月10日  | IDOLY PRIDE                                             | 星見プロダクション                                                                                       | 「サヨナラから始まる物語」                          | 『IDOLY PRIDE』関連曲                         |
| 2021年3月17日  | Daytime Moon                                            | 月のテンペスト                                                                                           | 「Daytime Moon」 「月下儚美」                       | 『IDOLY PRIDE』関連曲                         |
| 2021年10月27日 | IDOLY PRIDE Collection Album [奇跡]                     | 星見プロダクション                                                                                       | 「Fight oh! MIRAI oh!」                             | 『IDOLY PRIDE』関連曲                         |
| 2021年10月27日 | IDOLY PRIDE Collection Album [奇跡]                     | 月のテンペスト                                                                                           | 「恋と花火」                                        | 『IDOLY PRIDE』関連曲                         |
| 2021年12月22日 | IDOLY PRIDE Collection Album [約束]                     | 月のテンペスト                                                                                           | 「The One and Only」                                | 『IDOLY PRIDE』関連曲                         |
| 2021年12月22日 | IDOLY PRIDE Collection Album [約束]                     | 長瀬琴乃（橘美來）                                                                                       | 「song for you」                                    | 『IDOLY PRIDE』関連曲                         |
| 2021年12月22日 | IDOLY PRIDE Collection Album [約束]                     | 神崎莉央（戸松遥）、長瀬琴乃（橘美來）                                                                   | 「星の海の記憶」                                    | 『IDOLY PRIDE』関連曲                         |
| 2021年12月22日 | IDOLY PRIDE Collection Album [約束]                     | 星見プロダクション                                                                                       | 「Pray for you」                                    | 『IDOLY PRIDE』関連曲                         |
| 2022年6月29日  | それを人は“青春”と呼んだ                                | 長瀬琴乃（橘美來）、川咲さくら（菅野真衣）、天動瑠依（雨宮天）、神崎莉央（戸松遥）                       | 「それを人は“青春”と呼んだ」                        | 『IDOLY PRIDE』関連曲                         |
| 2022年6月29日  | それを人は“青春”と呼んだ                                | 長瀬琴乃（橘美來）、伊吹渚（夏目ここな）                                                                 | 「君がのぞくレンズ」                                | 『IDOLY PRIDE』関連曲                         |
| 2023年2月1日   | IDOLY PRIDE Collection Album [未来]                     | 月のテンペスト                                                                                           | 「クリスマスには君と」 「裏と表」                   | 『IDOLY PRIDE』関連曲                         |
| 2023年2月1日   | IDOLY PRIDE Collection Album [未来]                     | 長瀬琴乃（橘美來）                                                                                       | 「未来模様」                                        | 『IDOLY PRIDE』関連曲                         |
| 2023年5月24日  | Gemstones                                               | 星見プロダクション                                                                                       | 「Gemstones」                                       | 『IDOLY PRIDE』関連曲                         |
| 2023年5月24日  | Gemstones                                               | 長瀬琴乃（橘美來）、川咲さくら（菅野真衣）                                                               | 「Gemstones」                                       | 『IDOLY PRIDE』関連曲                         |
| 2023年12月6日  | Question                                                | 月のテンペスト                                                                                           | 「Question」 「全力！絶対！！カウントダウン！！！」 | 『IDOLY PRIDE』関連曲                         |
| 2024年3月20日  | IDOLY PRIDE Collection Album [chronicle]                | 星見プロダクション                                                                                       | 「MELODIES」                                        | 『IDOLY PRIDE』関連曲                         |
| 2024年3月20日  | IDOLY PRIDE Collection Album [chronicle]                | 月のテンペスト                                                                                           | 「最愛よ君に届け」                                  | 『IDOLY PRIDE』関連曲                         |
| 2024年3月20日  | IDOLY PRIDE Collection Album [chronicle]                | 長瀬琴乃（橘美來）、川咲さくら（菅野真衣）、天動瑠依（雨宮天）、神崎莉央（戸松遥）、fran（Lynn）         | 「友達だよ、いつの日も」                            | 『IDOLY PRIDE』関連曲                         |
| 2024年7月10日  | 月ノヒカリ                                              | 月のテンペスト                                                                                           | 「月ノヒカリ」 「MELODIES（月のテンペストver.）」   | 『IDOLY PRIDE』関連曲                         |
| 2025年3月19日  | IDOLY PRIDE Collection Album [Resonance]                | 長瀬琴乃（橘美來）、成宮すず（相川奏多）                                                                 | 「Moonlights」                                      | 『IDOLY PRIDE』関連曲                         |
| 2025年3月19日  | IDOLY PRIDE Collection Album [Resonance]                | 星見プロダクション                                                                                       | 「パラダイス！」 「星色のカレイドスコープ」         | 『IDOLY PRIDE』関連曲                         |
| 2025年3月19日  | IDOLY PRIDE Collection Album [Resonance]                | 長瀬琴乃（橘美來）、川咲さくら（菅野真衣）                                                               | 「Searchlight」                                     | 『IDOLY PRIDE』関連曲                         |
| 2025年3月19日  | IDOLY PRIDE Collection Album [Resonance] 初回生産限定盤 | 長瀬琴乃（橘美來）                                                                                       | 「星色のカレイドスコープ」                          | 『IDOLY PRIDE』関連曲                         |
| 2025年5月30日  | Girls in wonderland                                     | 成宮すず（相川奏多）、兵藤雫（首藤志奈）、鈴村優（麻倉もも）、長瀬琴乃（橘美來）、川咲さくら（菅野真衣） | 「Girls in wonderland」                             | 『IDOLY PRIDE』関連曲                         |
| 2025年7月9日   | ありがとう to You                                       | 星見オールスターズ                                                                                       | 「ありがとう to You」                               | 『IDOLY PRIDE』関連曲                         |

### その他参加作品
| 発売日         | 商品名                                                       | 歌                                               | 楽曲                                          | 備考 |
| -------------- | ------------------------------------------------------------ | ------------------------------------------------ | --------------------------------------------- | ---- |
| 2024年4月28日  | 〜まだ見ぬ青を探して〜時々カルテット                         | 相川奏多、橘美來、夏目ここな、日向もか、宮沢小春 | 「青いリフレイン」 「名もなき青のハルモニア」 |      |
| 2024年12月15日 | カバーズ - Innocent 5 Flowers -                              | 相川奏多、橘美來、夏目ここな、日向もか、宮沢小春 | 「ホントだよ」 「MOON SIGNAL」                |      |
| 2024年12月15日 | カバーズ - Innocent 5 Flowers -                              | 橘美來                                           | 「ハニーアンドループス」                      |      |
| 2025年3月19日  | ハニワ曲歌ってみた 〜10th Anniversary 声優コラボレーション〜 | 橘美來                                           | 「初恋の絵本」                                |      |

## ライブ・イベント

### 合同ライブ
| 出演日                         | タイトル                                                  | 会場                                                 | 備考   |
| ------------------------------ | --------------------------------------------------------- | ---------------------------------------------------- | ------ |
| 2022年8月6日・7日 （開催中止） | LAWSON premium event ミュージックレインフェスティバル2022 | 武蔵野の森総合スポーツプラザメインアリーナ（東京都） | [ 41 ] |